# 예천 용문사 감역교지
예천 용문사 감역교지(醴泉龍門寺 減役敎旨)는 대한민국 경상북도 예천군의 용문사에 있는 문화 유산으로 세조 3년(1457년) 용문사에 잡역을 면제할 것을 인정하는 사패교지이다. 1981년 7월 15일 대한민국의 보물 제729호로 지정되었다.

## 개요
예천 용문사 감역교지(醴泉 龍門寺 減役敎旨)는 세조 3년(1457)에 내린 교지로, 용문사에 잡역을 면제할 것을 인정하는 사패교지(공로가 있는 자에게 나라에서 부역을 면해주는 것을 입증하는 문서)이다.
이 교지의 내용은 ‘일찍이 감사와 수령에게 지시한 대로 경상도 용문사는 다시 심사하여 더욱 보호하고 잡역을 덜어 주라’는 것이다.
이 교지는 가로 44.8cm, 세로 66.5cm로 국왕의 수결(지금의 서명)이 있는 것으로 조선 전기 용문사의 지위를 살필 수 있는 귀중한 자료로 평가된다.

## 같이 보기
- 용문사

## 참고 자료
- 예천 용문사 감역교지 - 국가유산청 국가유산포털